# Чикано
Чикано (ісп. Chicano, мексиканці США) — доанглоамериканське латиноамериканське населення Південного Заходу США, яке осіло на цих землях в XVI—XIX століттях в період іспанської колонізації Америки, створення іспанської місії в Північній Америці, а також в умовах незалежної Мексики в 1810—1848.
На початок XIX століття чикано розпались на декілька етно-культурних груп, які сформувалися в різні періоди історії краю та містили різні соціальні стани: фермери-ранчеро та місіонери калифорніо чисельністю приблизно 4—5 тис. чол. в штаті Каліфорнія, мексиканці Техасу в кількості приблизно 4—5 тис., приблизно 1 000 мексиканців в штаті Аризона, а також досить численні іспано-американці та метиси Нью-Мексико та Колорадо чисельністю не менш 30 000. Таким чином, по завершенні американо-мексиканської війни 1845—1848 після анексії території Північної Мексики Сполученими Штатами, на території США виявилось не менше 50 000 латиноамериканців. Їхня чисельність була приблизно рівна числу франкоканадців, які опинились в складі Британської імперії після падіння Нової Франції. Будучи іспаномовними католиками, чикано зі значною домішкою індіанської (40 %) та африканської (5 %) крові довгий час зазнавали різноманітних форм дискримінації зі сторони декількох хвиль білих англосаксонських переселенців — «англо» на місцевому жаргоні.
Як зауважила письменниця чикано Ана Кастільо (нар. в 1953), «бути чикано означало бути темношкірим маргіналом, до якого ставились як до іноземця в його власному будинку, від якого чекали виконання найбруднішої роботи та який нічого не міг потребувати від суспільства в якому він тягнув своє існування».
Навіть незважаючи на масову конфіскацію земель, чикано змогли зберегти свою культуру, мову, а також створити багату літературу на іспанських та англійських мовах. В 1960-х та 1970-х чикано розпочали боротьбу за свої громадянські права. Отримали розвиток Рух Чикано та група Ла Раса. Завдяки масовому притоку мексиканських імігрантів у США в 1980-х і 1990-х роках культура чикано отримала новий імпульс, хоча в багатьох регіонах традидійного існування одвічні чиканські традиції були поступово змінені на сучасні мексиканські, відмінні. Особливо це стосується м. Ель-Пасо, де доля мексиканців виросла з 53 % в 1950 р. до 82 % в 2009 завдяки новим мігрантом.

## Етимологія
Етимологія слова «чикано» не зрозуміла і зараз. Можливо, це англомовне спотворення кореня Mexicano > Xicano > «Chicano». Неіснуючий в англійській жорсткий фрикативний звук [х] був заміненим на аффрикату [ч].